# 西蒂韦尼·兰布卡
西蒂韦尼·「史蒂夫」·利加马马达·兰布卡 OBE MSD OStJ（發音：[sitʃiˈβeni ramˈbuka]；1948年9月13日—）是一名斐濟政治人物，自2022年12月24日起擔任斐濟總理。

## 簡介
他是1987年兩次軍事政變的發動者。他被民主選舉為斐濟總理，於1992年至1999年任職，並於2022年再次領導三黨聯盟。他還在1999年至2001年期間擔任大酋長委員會主席，後來又在2001年至2008年期間擔任萨考恩德罗韦省議會主席。
蘭布卡於2016年當選為社會民主自由黨領袖，接替反對黨領袖泰穆穆·凱帕，後者公開不贊成提名蘭布卡接替她。在2018年選舉失敗後，他被任命為議會反對黨領袖。他是該職位的唯一提名者，其提名由特穆姆·凱帕提出，比曼·普拉薩德附議。他在領導層的競爭中被維利亞梅·加沃卡趕出SODELPA領導人的位置。蘭布卡於2020年辭去議會職務，理由是他將不再是斐濟領導人為在斐濟創造和諧進步和團結而採取的兩黨合作方式的障礙。他在2020年組建了一個新的政黨，名為人民聯盟，以參加2022年的選舉。